# Nenzel
Nenzel est un village du comté de Cherry, dans l'État du Nebraska, aux États-Unis. En 2020, il comptait une population de 17 habitants.